# NGC 971
NGC 971 je zvijezda u zviježđu Trokutu.

## Vanjske poveznice
- SEDS: NGC 971